# Steve Harris (guitariste)
Pour le bassiste du groupe Iron Maiden, voir Steve Harris.
Pour le guitariste collaborant avec le groupe Shy, voir Steve Harris (Shy).
Pour les articles homonymes, voir Steve Harris (acteur) et Harris.
Steve Harris est un guitariste anglais.

## Biographie
Il collabore avec le groupe de trip-hop Archive depuis 2001, année de publication de l'album You All Look the Same to Me.